# Lista över öar i Mexiko

En del av öarna i Mexiko.

Detta är en lista över öar i Mexiko. Totalt har Mexiko mer än 3 000 öar och de tre största är Tiburón, Isla Ángel de la Guarda och Cozumel.

## Öar iBaja California
- Cedrosön
- Guadalupeön
- Isla Adelaida
- Isla Ángel de la Guarda
- Isla Cabeza de Caballo
- Isla de Afuera
- Isla El Borrego
- Isla El Huerfanito
- Isla El Muerto
- Isla El Pescador
- Isla El Piojo
- Isla El Racito
- Isla Elide
- Isla Encantada
- Isla Estanque
- Isla Gore
- Isla Granito
- Isla La Calavera
- Isla La Ventana
- Isla las Ánimas
- Isla Lobos
- Isla Mejía
- Isla Miramar
- Isla Montague
- Isla Navio
- Isla Partida
- Isla Raza
- Isla Salsipuedes
- Isla Salvatierra
- Isla San Jerónimo
- Isla San Lorenzo
- Isla San Luis Gonzaga
- Isla San Luis
- Isla San Martín
- Isla Smith
- Isla Todos Santos
- Islas Los Gemelitos
- Islote La Lobera
- Islote Piedra de Rosarito
- Islote Piedra de San Jose
- Middle Coronado
- North Coronado
- South Coronado

## Öar iBaja California Sur
- Isla Ana[2]
- Isla Carmen[3]
- Isla Coronados[4]
- Isla Creciente[2]
- Isla Danzante[4]
- Isla El Alambre[2]
- Isla El Requesón[5]
- Isla Jacques Cousteau[6]
- Isla La Asunción[7]
- Isla La Pitahaya[8]
- Isla Las Ánimas[9]
- Isla Las Tijeras[10]
- Isla Magdalena[7]
- Isla Monserrat[11]
- Isla Natividad[12]
- Isla Pardo[11]
- Isla Partida[9]
- Isla Pauquino[12]
- Isla San Cosme[13]
- Isla San Damian[13]
- Isla San Diego[13]
- Isla San Francisco[13]
- Isla San Ildefonso[13]
- Isla San José[13]
- Isla San Juan Nepomuceno[13]
- Isla San Marcos[13]
- Isla San Ramón[14]
- Isla San Roque[12]
- Isla Santa Catalina[14]
- Isla Santa Cruz[14]
- Isla Santa Margarita[12]
- Isla Santo Domingo[12]
- Isla Tortuga[15]
- Islas Santa Inés[14]
- Islote Abaroa[2]
- Islote San Gil[12]
- Islotes Los Morros[7]

## Öar iCampeche
- Cayo del Centro
- Cayo del Oeste
- Cayos Arcas
- Isla Aguada[16]
- Isla Arena[16]
- Isla Cañon[17]
- Isla Chiquimichoc[18]
- Isla Del Carmen[19]
- Isla Jaina[20]
- Isla La Arena[20]
- Isla Matamoros[21]
- Isla Pájaros[21]
- Isla de Piedras[22]
- Isla Tortuga
- Isla Uaymil

## Öar iChiapas
- Isla El Zorrillo
- Isla Guayacán

## Öar iColima

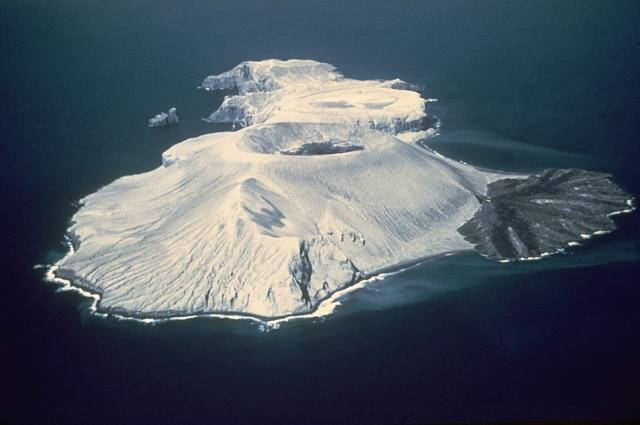
San Benedicto som är en del av Revillagigedoöarna.

- Isla Navidad
- Islote Peña Blanca[23]
- Revillagigedoöarna (ögrupp)
  - Clarión[24]
  - Roca Partida[23]
  - San Benedicto[25]
  - Socorroön[26]

## Öar iDurango
- Isla Grupera

## Öar iGuanajuato
- Isla Chanaco

## Öar iGuerrero

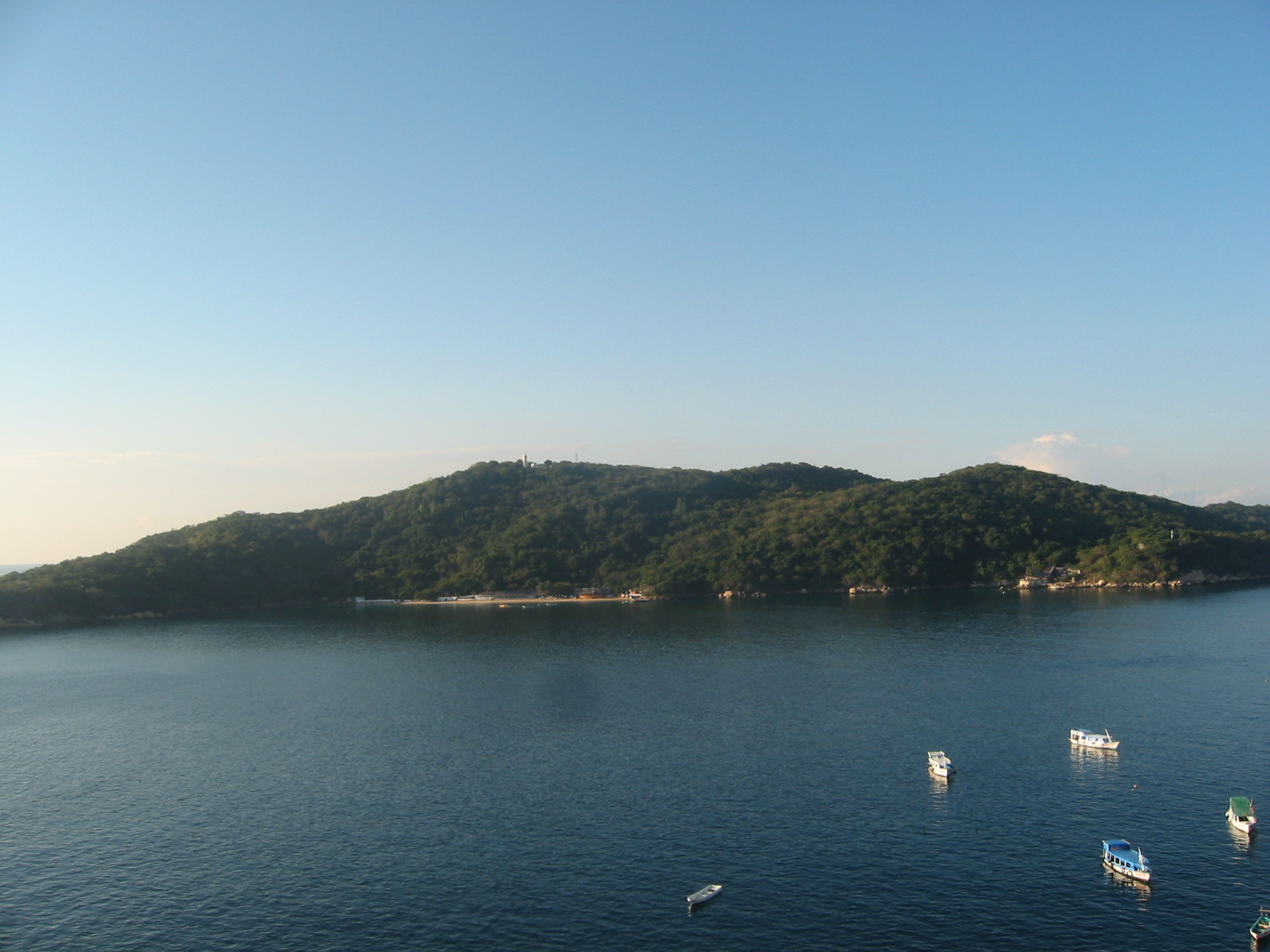
Isla Roqueta.

- Isla El Llorón
- Isla Ixtapa (eller Isla Grande)[27]
- Isla La Virgen
- Isla Las Ánimas[28]
- Isla Roqueta[23]

## Öar iJalisco
- Isla Cocinas[24]
- Isla de los Alacranes
- Isla de Mezcala
- Isla Iglesias[27]
- Isla Pajarera[23]
- Isla San Andrés[23]

## Öar iMichoacán

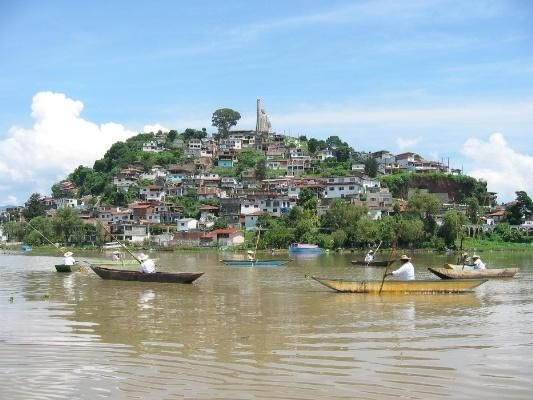
Janitzio.

- Isla Cerritos Blancos
- Isla de la Pacanda
- Isla de la Palma[24]
- Isla La Caballada
- Janitzio
- Jarácuaro
- Yunuén

## Öar iNayarit
- Isla Don Boni[3]
- Isla El Guayabito[3]
- Isla Isabela[6]
- Isla La Peña[9]
- Isla María Cleofas[29] (en del av Islas Marías)
- Isla María Madre[29] (en del av Islas Marías)
- Isla María Magdalena[29] (en del av Islas Marías)
- Isla Panales[11]
- Islas Marietas
- Mexcaltitán

## Öar iOaxaca
- Isla Berlín[30]
- Isla Cerro Cristo[30]
- Isla Cerro Lepe[30]
- Isla Cerro Prieto[30]
- Isla La Montosa[31]
- Isla Palizada[31]
- Isla Potrerito[31]
- Isla Pueblo Viejo[31]
- Isla Punta Rica[31]
- Isla Puntachal[32]
- Isla San Agustín[32]
- Islas Santana[32]
- Isla Soyaltepec

## Öar iQuintana Roo

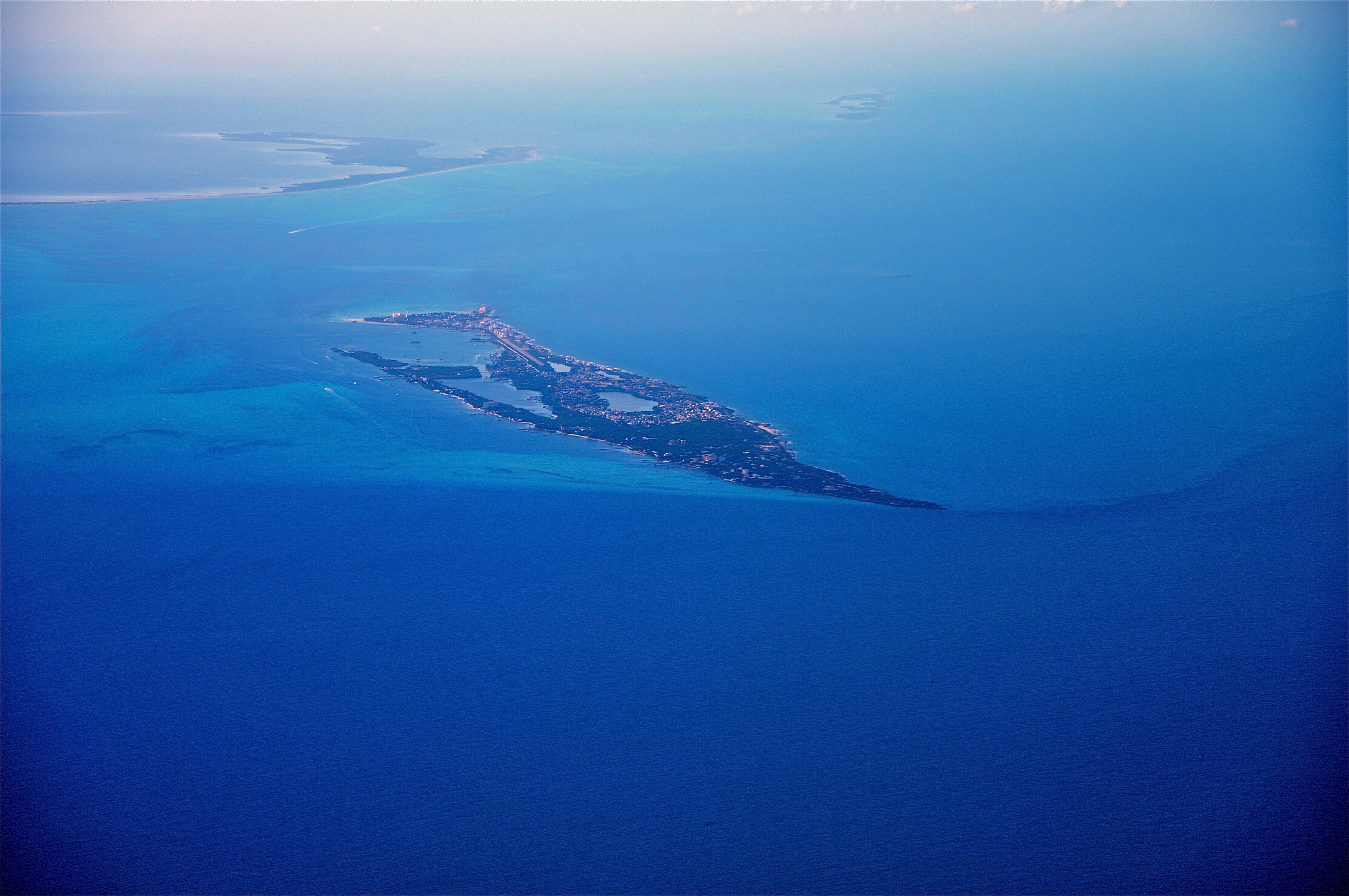
Isla Mujeres.

- Banco Chinchorro
- Cayo Cedro[33]
- Cayo Chal[33]
- Cayo Chelem[33]
- Cayo Culebra[33]
- Cayo Gaytanes[33]
- Cayo Holbox[20]
- Cayo Lagartijas[34]
- Cayo Sucio[33]
- Cayo Tamalcab[35]
- Cayo Venado[35]
- Cayo Violín[35]
- Cayo Xhobon[35]
- Cozumel[33]
- Isla Blanca[36]
- Isla Cancún[33]
- Isla de la Pasión[33]
- Isla Mujeres[34]
- Islas Tres Marías[35]

## Öar iSinaloa
- Isla Altamura[37]
- Isla Bledos[37]
- Isla Caballos[38]
- Isla Capultita[38]
- Isla Cardones[38]
- Isla Dauto[4]
- Isla Desoguiara[3]
- Isla El Crestón[3]
- Isla El Espiritu[3]
- Isla El Indio[3]
- Isla El Infiernito[3]
- Isla El Mapachero[3]
- Isla El Mero[3]
- Isla El Metate[3]
- Isla El Otate[3]
- Isla Gachupin[5]
- Isla Garrapata[6]
- Isla Guamuchilito[6]
- Isla Guasayeye[6]
- Isla Iguanas[6]
- Isla La Brasilera[6]
- Isla La Lechuguilla[10]
- Isla Las Piedras[8]
- Isla Los Cochis[10]
- Isla Los Patos[29]
- Isla Los Venados[15]
- Isla Macapule[29]
- Isla Monte Amarillo[11]
- Isla Monte Torres[11]
- Isla Nescoco[11]
- Isla Pájaros[11]
- Isla Ráscale[8]
- Isla Saliaca[13]
- Isla San Lucas[13]
- Isla Santa María[14]
- Isla Talchichilte[39]
- Isla Tembladora[39]
- Isla Tesobiare[39]
- Isla Ventana[15]
- Isla Vinorama[15]
- Islas El Rancho[5]
- Islas Las Tueras[10]
- Islas Las Tunitas[10]
- Islas Verdes[15]
- Islote Macavi[29]
- Islote Melendres[29]
- Islote Mero[3]
- Islote Tecomate[39]
- San Ignacio[13]
- San Ignacio Farallón[5]

## Öar iSonora
- Isla Alcatraz[37]
- Isla Almagre Chico[37]
- Isla Almagre Grande[37]
- Isla El Pastel[5]
- Isla El Tobarito[5]
- Isla El Venado[5]
- Isla Huivulai[6]
- Isla La Batea[6]
- Isla La Bocanita[6]
- Isla La Raza[4]
- Isla León Echado[10]
- Isla Lobos[10]
- Isla Mazocarit[29]
- Isla Pájaros[11]
- Isla San Esteban[13]
- Isla San Jorge
- Isla San Luis[13]
- Isla San Pedro Mártir[14]
- Isla San Pedro Nolasco[14]
- Isla San Vicente[14]
- Isla Turners[15]
- Islas Mellizas[29]
- Islote El Pelícano[5]
- Islote Patos[8]
- Tiburón[39]

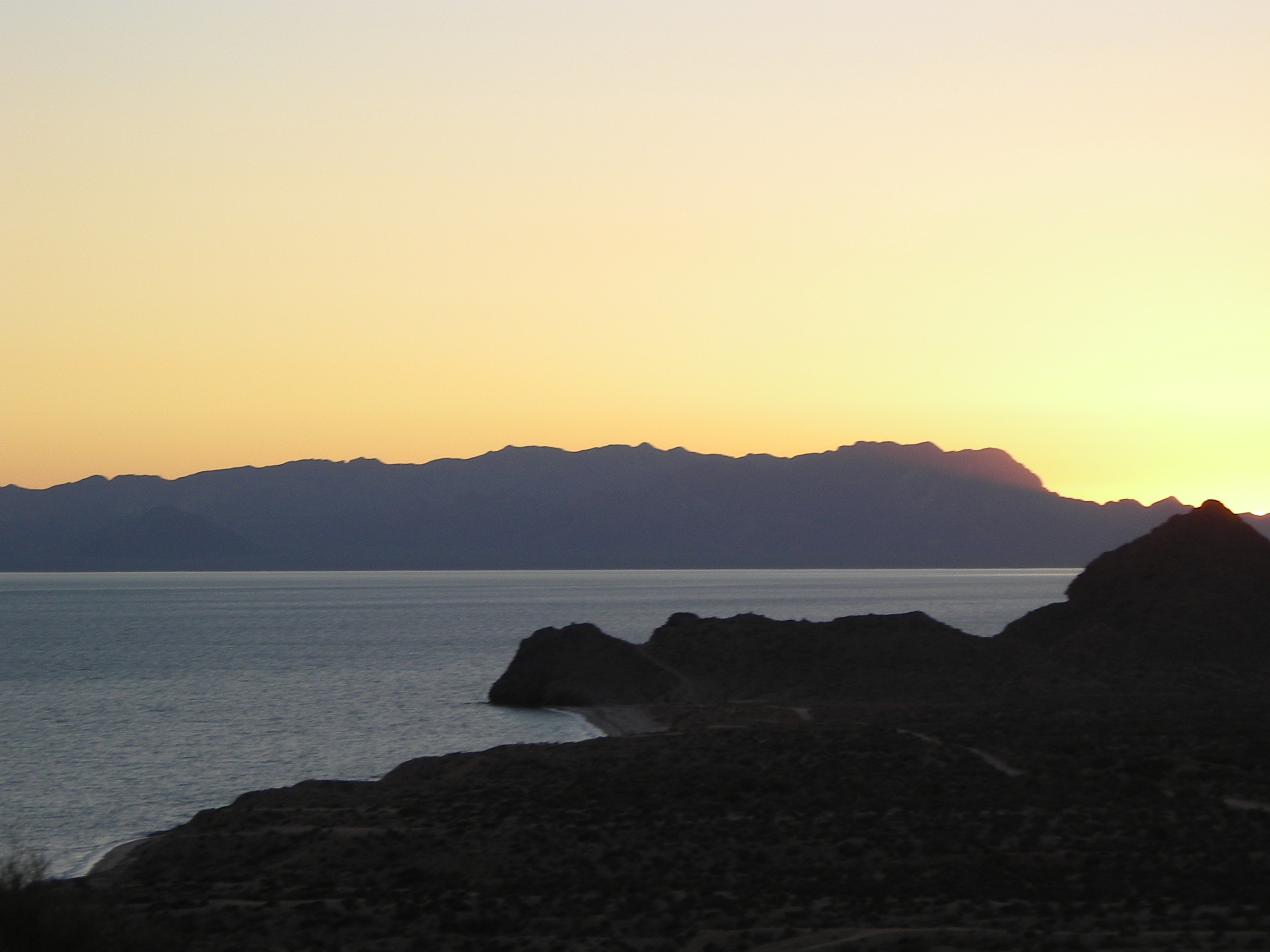
Tiburón är den största ön i Mexiko.

- Yavaros (ort som ligger på ön Isla de las Viejas[10])

## Öar iTabasco
- Isla Andres Garcia[16]
- Isla Buey[17]
- Isla Conja
- Isla Federico Álvarez[20]
- Isla Los Cerros[40]
- Islas Azteca[16]

## Öar iTamaulipas
- Isla de la Mula[41]
- Isla de la Vaca[41]
- Isla El Caballo[19]
- Isla El Carrizal[42]
- Isla El Chile[18]
- Isla El Metate[42]
- Isla El Mezquital
- Isla El Padre[19]
- Isla El Reloj[42]
- Isla El Te[42]
- Isla El Valle[42]
- Isla El Venado[42]
- Isla La Coyota[20]
- Isla La Florida[41]
- Isla La Matanza
- Isla La Mula[41]
- Isla La Pita[41]
- Isla La Yegua[41]
- Isla Larga[41]
- Isla las Malvinas[40]
- Isla Las Vaquitas[40]
- Isla Loma del Agua[40]
- Isla Los Federales[40]
- Isla Los Potros[40]
- Isla Nopal[42]
- Isla Panalero[21]
- Isla Rincón el Gato[22]
- Isla Tio Camilo

## Öar iVeracruz
- Isla Agaltepec[16]
- Isla Blanquilla[17]
- Isla de Burros[18]
- Isla de Enmedio[18]
- Isla de Lobos[16]
- Isla de Sacrificios[20]
- Isla del Ídolo[42]
- Isla del Toro[42]
- Isla El Frontón[42]
- Isla el Terrón[42]
- Isla Juan A. Ramírez[20]
- Isla Los Pájaros[40]
- Isla Pérez[22]
- Isla Salmedina[22]
- Isla Verde[20]
- La Consuza[20]

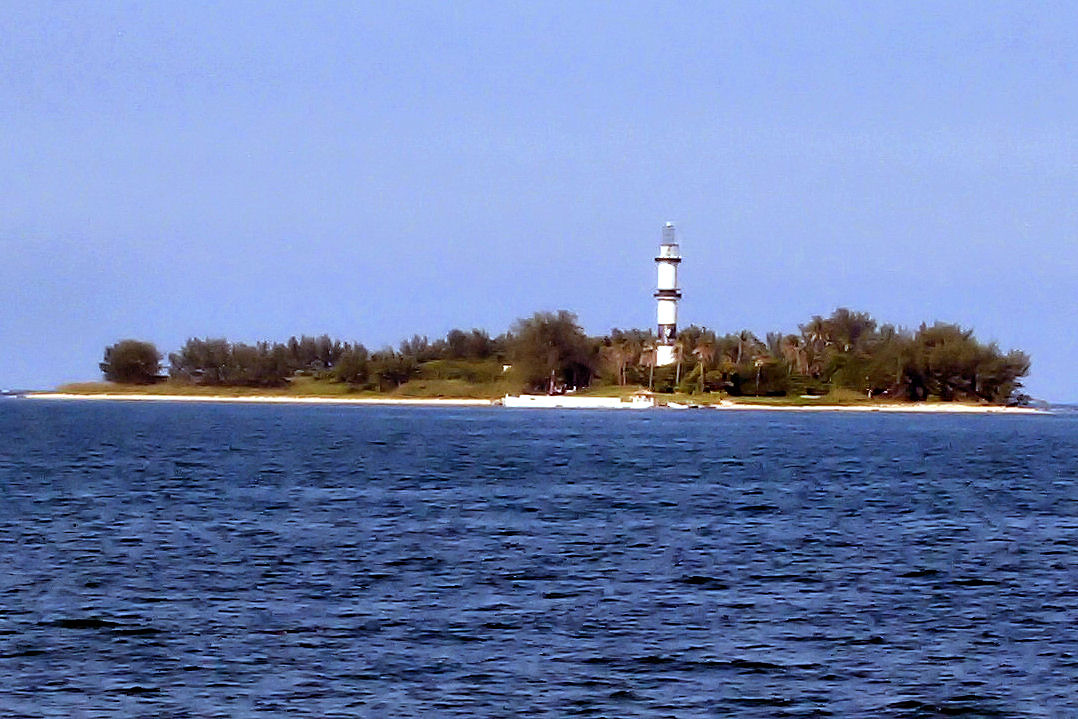
Isla de Sacrificios.

- San Juan de Ulúa – En liten ö vid hamnstaden Veracruz där en gammal spansk fästning ligger
- Yegüero

## Öar iYucatán
- Arrecife Alacranes[43]
  - Isla Pérez[43][22]
  - Isla Desertora[43][44]
  - Isla Pájaros[43][21]
  - Isla Chica[43][17]
  - Isla Desterrada[43][19]

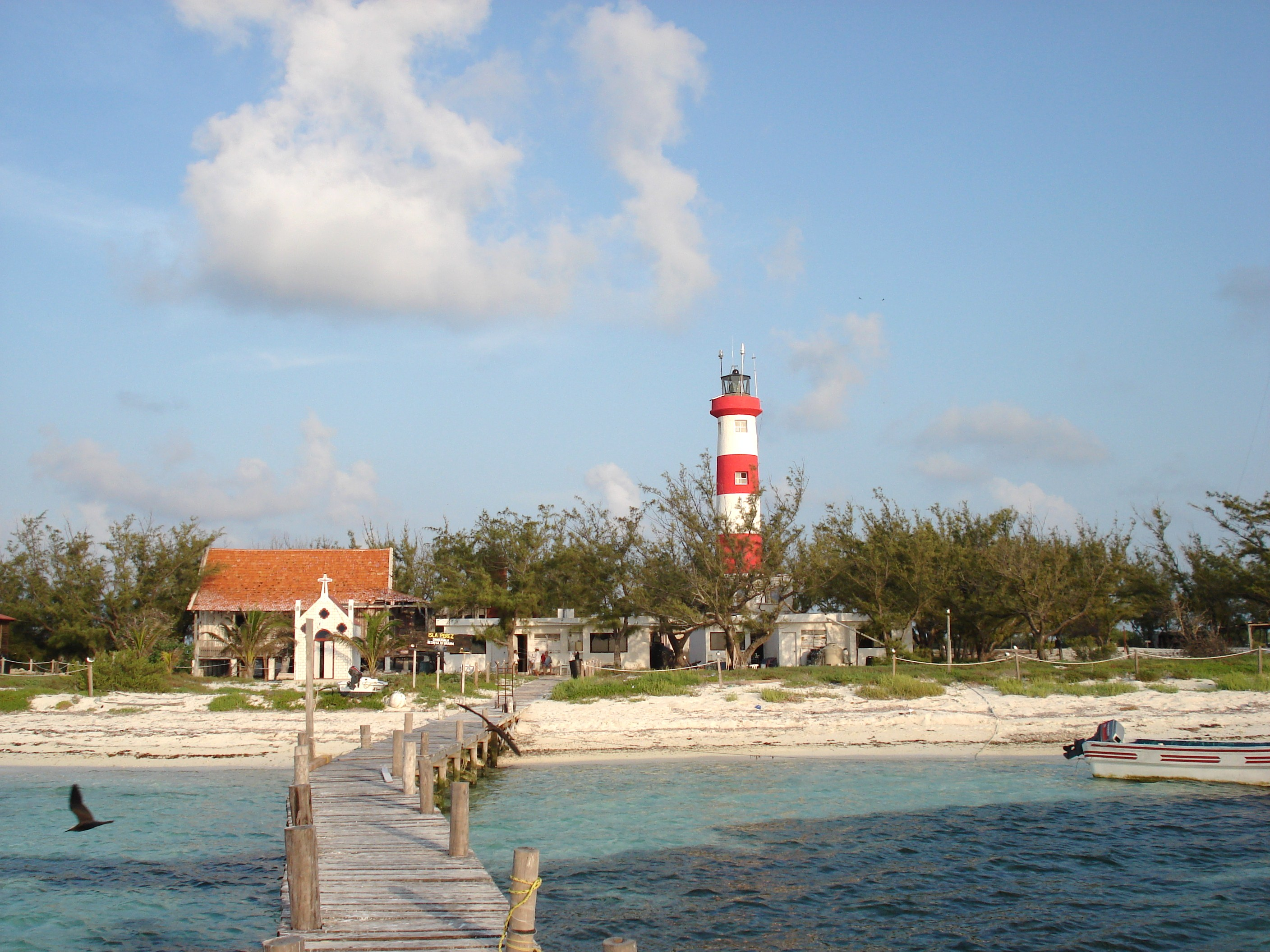
Ingång till hamnen på Isla Pérez.

- Bermeja – Denna ö saknas på kartan men dess plats pekar på cirka 100 kilometer norr om Yucatán
- Cayo Arenas[17]
- Isla Cerritos[17]